# Кузнецов, Николай Дмитриевич (юрист)
Никола́й Дми́триевич Кузнецо́в (4 апреля 1863, город Вязьма Смоленской губернии — 5 января 1936, Алма-Ата) — российский юрист, адвокат, правовед, специалист в области канонического права, церковный правозащитник.

## Семья
Отец — Дмитрий Иванович, чиновник, служил смотрителем Екатерининского богадельного дома, затем в ведомстве юстиции, а, примерно, с 1870 — старшим окружным надзирателем при Московском воспитательном доме.
Мать — Вера Артёмовна. Брат — Сергей, сёстры — Екатерина, Анна, Нина.
Жена — Варвара Васильевна.

## Образование
Окончил 4-ю московскую гимназию, математическое отделение физико-математического факультета Московского университета (1886), механический факультет Петербургского технологического института (1887), заочно Санкт-Петербургскую духовную академию со званием действительного студента (1891), Демидовский юридический лицей со степенью кандидата прав (1896). Кандидат богословия (1901; тема кандидатской работы: «Христианство как идеал личной жизни человека на первых ступенях его развития»). Магистр богословия (1911; тема диссертации: «К вопросу о свободе совести. Закон о старообрядческих общинах в связи с отношением церкви и государства»). По некоторым данным, в 1928 году защитил диссертацию на соискание учёной степени доктора богословия.

## Юрист
В 1896—1917 годах присяжный поверенный Московской судебной палаты.
В 1906 году член Предсоборного присутствия.
С 1908 — приват-доцент по кафедре церковного права Демидовского юридического лицея.
С 1911 года — доцент по кафедре церковного права Московской духовной академии. Был избран по инициативе ректора епископа Феодора (Поздеевского), который стремился удалить из академии либерального профессора И. М. Громогласова. Несмотря на это, Кузнецов также считался сторонником церковных реформ, преобразования Церкви на соборной основе, активного участия мирян в её жизни и управлении.
В 1913 году уволен из академии ввиду сложности совмещения общественной и судебной деятельности с преподаванием.
В 1917 году делегат Всероссийского съезда духовенства и мирян, работал в I, II, V и VIII отделах Предсоборного совета, член Поместного Собора (участвовал во всех трёх сессиях), член Юридического совещания при Соборном Совете и II, III, V, XX Отделов, член Соборного Совета на 3-й сессии.
С 1918 года был членом исполнительного бюро Совета объединённых приходов Москвы, преподаватель церковного права Русской Церкви в Православной народной академии. Выступал с публичными лекциями. По поручению Патриарха Тихона как высококвалифицированный юрист представлял интересы Церкви во взаимоотношениях с органами советской власти. Был сторонником диалога с советской властью при условии уважения прав верующих, занимался активной правозащитной деятельностью в церковной сфере. Много помогал клирикам и мирянам, давая им юридические консультации.
В июле 1919 года был на несколько дней подвергнут аресту. В августе 1919 вновь был арестован по обвинению в дискредитации советской власти, органы юстиции которой он «завалил своими жалобами». В частности, обвинялся в том, что подал жалобу в связи с оскорблением чувств верующих при вскрытии мощей преподобного Саввы Сторожевского в Саввино-Сторожевском монастыре.
В январе 1920 года состоялся суд по делу Совета объединённых приходов, в заключительном слове на котором Н. Д. Кузнецов сказал: «Я всегда боролся за отделение Церкви от государства. Теперь мне приходится страдать за грехи официального христианства. Вам нужна моя кровь — берите её.» На процессе бывший обер-прокурор Святейшего Синода А. Д. Самарин и Н. Д. Кузнецов как «вдохновители церковной контрреволюции и явные враги рабоче-крестьянской власти» были приговорены к расстрелу, однако, ввиду отмены смертной казни в РСФСР, приговор был заменён на заключение в концлагерь «впредь до победы мирового пролетариата над мировым империализмом». Находился в заключении в Таганской тюрьме Москвы. Затем срок заключения неоднократно сокращался. Был освобождён постановлением ВЦИК от 12 декабря 1921 года.
В 1922 года был вызван в качестве эксперта на процесс над московскими священниками, которые обвинялись в подстрекательстве к беспорядкам при изъятии церковных ценностей. В отличие от других экспертов — в частности, епископа Антонина (Грановского) — не полностью солидаризировался со стороной обвинения. Заявил о том, что каноны, запрещающие употребление богослужебных сосудов не для богослужения, осуждают только тех священнослужителей и мирян, которые присваивают их в корыстных целях. Поэтому пожертвования святынь на благотворительные цели канонами не осуждается, однако они должны происходить под контролем со стороны верующих. Считал, что послание Патриарха Тихона об изъятии церковных ценностей носило религиозный, а не административно-распорядительный характер — иными словами, не имело контрреволюционной направленности.
Такая компромиссная позиция вызвала недовольство многих клириков и верующих, считавших, что эксперт пошёл на слишком большие уступки советской власти. В то же время последняя также не была полностью удовлетворена проведённой экспертизой, так как она не позволяла обвинить Патриарха и других церковных деятелей в контрреволюции.
С 1923 проповедовал в Свято-Даниловом монастыре, настоятелем которого был архиепископ Феодор (Поздеевский). 11 декабря 1924 был вновь арестован, обвинён в распространении «провокационных слухов» о гонениях на Церковь. 19 июня 1925 приговорён Особым совещанием при коллегии ОГПУ к трём годам ссылки в Киргизию (в январе 1926 срок был сокращён до двух лет).
Был сторонником церковно-политических взглядов митрополита Сергия (Страгородского). В 1928 выступил на диспуте о Декларации митрополита Сергия с докладом на тему «Церковь и государство» (есть данные, что за этот труд он получил степень доктора богословия — разумеется, неофициально, так как учёные степени в области богословия были отменены советской властью). Несмотря на лояльность автора в отношении советской власти, сам факт диспута вызвал негодование атеистов.
В феврале 1931 был арестован и выслан из Москвы в Кзыл-Орду. Скончался в Алма-Ате. Вопрос о дате кончины Н. Д. Кузнецова неясен. По некоторым данным, умер ещё в 1930, что расходится с информацией о последнем аресте и высылке. Есть точка зрения (высказанная протодиаконом Сергием Голубцовым), что он умер в 1936, но она основана лишь на предположении о том, что в дате 1930 последняя цифра была искажена.

## Сочинения
- Письма к И. С. Бердникову // НАРТ. Ф. 10. Оп. 5.
- Управление делами иностранных исповеданий в России в его историческом развитии // Временник Демидовского юридического лицея. Ярославль, 1898. Кн. 74-77, 85-86.
- Преобразования в Русской Церкви. Рассмотрение вопроса по неизданным документам и в связи с потребностями жизни. М., 1905.
- Церковь, духовенство и общество. М., 1905.
- Преобразования в русской церкви. М., 1906.
- Доклад; Речи; Особое мнение по вопросу о патриаршестве // Журналы и протоколы заседаний высочайше учрежденного Предсоборного присутствия (1906 г.). Т. 1-4. СПб., 1906—1907; М., 2014.
- По вопросам церковных преобразований. М., 1907.
- К вопросу о церковном имуществе и отношении государства к церковным недвижимым имениям в России. Сергиев Посад, 1907.
- Общественное значение монастырей. Вышний Волочёк, 1908.
- Положение вопроса о Соборе и значение Собора для нашего времени // Церковный вестник. 1908. № 29-30.
- Дух времени, потребности общества и принципы преподавания Закона Божия. СПб., 1909.
- По поводу монашеского съезда; По поводу съезда законоучителей // Отдых христианина. 1909. № 9.
- К вопросу о свободе совести. Закон о старообрядческих общинах в связи с отношением церкви и государства. Сергиев Посад, 1910.
- По поводу толков о принятии В. С. Соловьёвым католицизма. СПб., 1910.
- К «правдивым» сообщениям Н. Толстого // Колокол. 1910. 29 августа.
- Русская художественная литература в отношении к вопросам религии. СПб., 1911.
- О Софийском съезде и необходимости славянских съездов по вопросам религиозным // Богословский вестник. 1911. № 6-8.
- Основы вероисповедного законодательства в России и закон о перемене религии // БВ. 1912. № 1.
- Закон о перемене религии в России // Отдых христианина. 1912. № 1.
- Забытая сторона дела епископа Гермогена и вопроса о патриаршестве. СПб., 1912.
- К вопросу о молитвах за графа Л. Н. Толстого: Ответ священнику, совершившему отпевание на могиле графа Л. Н. Толстого. СПб., 1913.
- Вселенская идея празднования Рождества Христова и современные споры о рождественском молебне. Сергиев Посад, 1915.
- Духовенство и новый строй; Церковь и момент; На Соборе; Киевские святыни // Утро России. 1917. 4, 9 марта, 18, 22 августа.
- К вопросу о выборном духовенстве // Христианская мысль. 1917. № 5/6.
- Речь // Всероссийский церковно-общественный вестник. 1917. 16 июня.
- Церковь, народ и государство в России. М., 1918.
- Разрушение церковного строя // Утро России. 1918. 24 января.
- Заявления в Совет народных комиссаров; Протокол допроса // Следственное дело Патриарха Тихона. М., 2000. С. 73-76, 215.